# D.J. Johnson
Darrel Jerome Johnson, detto D.J. (Saint Louis, 8 ottobre 1993), è un cestista statunitense.